# Болотний ліс Ратаргул
25°01′03″ пн. ш. 91°55′54″ сх. д. / 25.0176° пн. ш. 91.9317° сх. д.
Болотний ліс «Ратаргул» (бенг. রাতারগুল জলাবন, Лагуна Ратаргул) — прісноводний болотний ліс, розташований на річці Говейн, на території об'єднання (громади) Фатехпур, в упазілі Говаїнгхат, зіли Сілхет, північно-східного регіону Сілет в Бангладеш. Колись Ратаргул вважався єдиним болотистим лісом у Бангладеш і одним із небагатьох прісноводних болотистих лісів у світі. Пізніше в Бангладеш було виявлено більше болотистих лісів, а саме Джугірканді Майябон, Буджір Бон і болотний ліс Локхі Баор.

## Географія
Площа лісу становить 13,46 км² (1345,83 га), в тому числі 2,04 км² Департамент лісів Бангладеш 31 травня 2015 року оголосив спеціальною територією збереження біорізноманіття (заповідник для тварин), яка відома як Сундарбани Сілхет (бенг. বিশেষ জীববৈচিত্র্য সংরক্ষণ এলাকা (রাতারগুল). Це другий за величиною болотний ліс у Бангладеш.

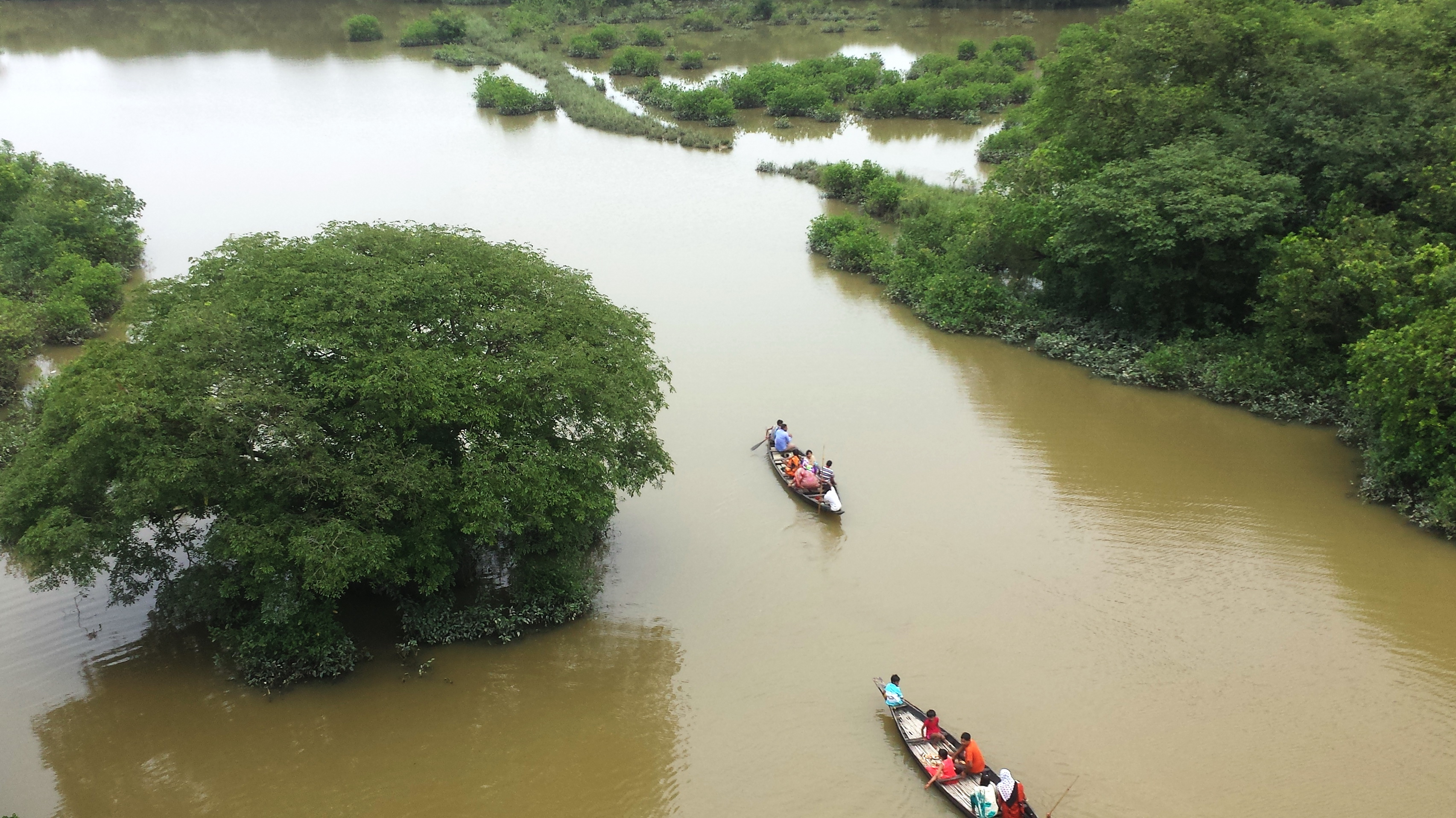
Вид на болотний ліс зі сторожової вежі.

Вічнозелений ліс розташований біля річки Говейн (у місці впадіння її в річку Сарі Говейн) і з'єднаний з нею каналом Ченгір Хал. Більшість дерев, що ростуть тут — дальбергія реніформіс (Dalbergia reniformis; бенг. করচ গাছ, Дерево Короча, підродини метеликових). В сезон дощів ліс занурений у воду на 6,1-9,1 м. У решту року рівень води спадає і лише місцями може доходити до 3 м.

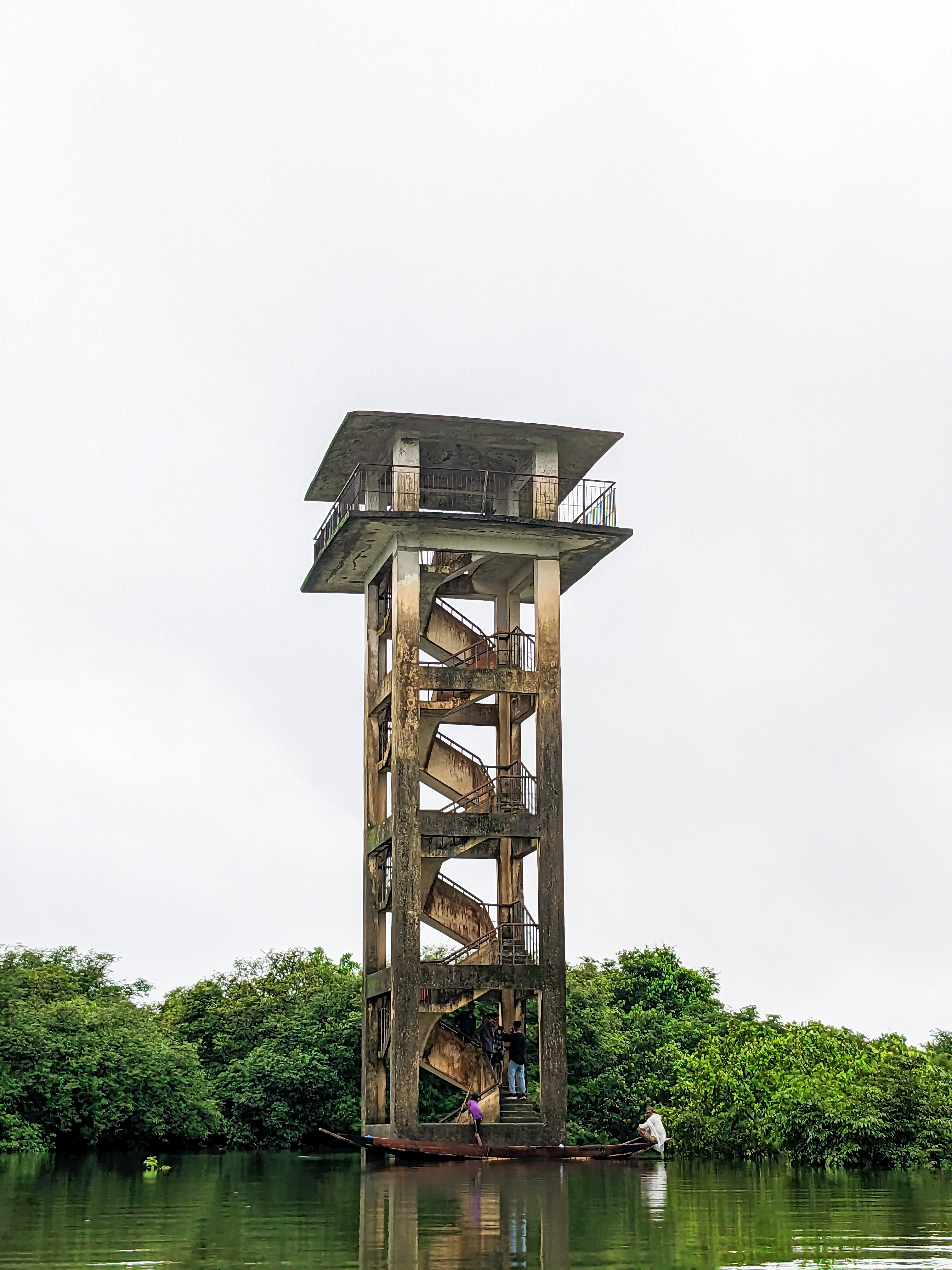
Сторожова вежа розташована на болоті.

Ратаргул розташований приблизно за 13 кілометрів на північ — північний схід від одного з найбільших міст країни Сілет. На хребті Сілхет-2 під управлінням лісового департаменту водно-болотні угіддя площею 1345,83 га, і в цьому водно-болотному угідді спеціальна територія збереження біорізноманіття (Сундарбани Сілхет) займає близько 204 гектари. Він розташований в упазілі Говаїнгхат, регіону Сілет. Після досягнення Говаїнгхат туристи резервують місцевий моторний човен, а саме «traller», щоб дістатися до лісу. У південній частині лісу є дві водно-болотні екосистеми (гаори, бенг. হাওর), Шимул Біл Гаор і Неоа Біл Гаор.

## Клімат

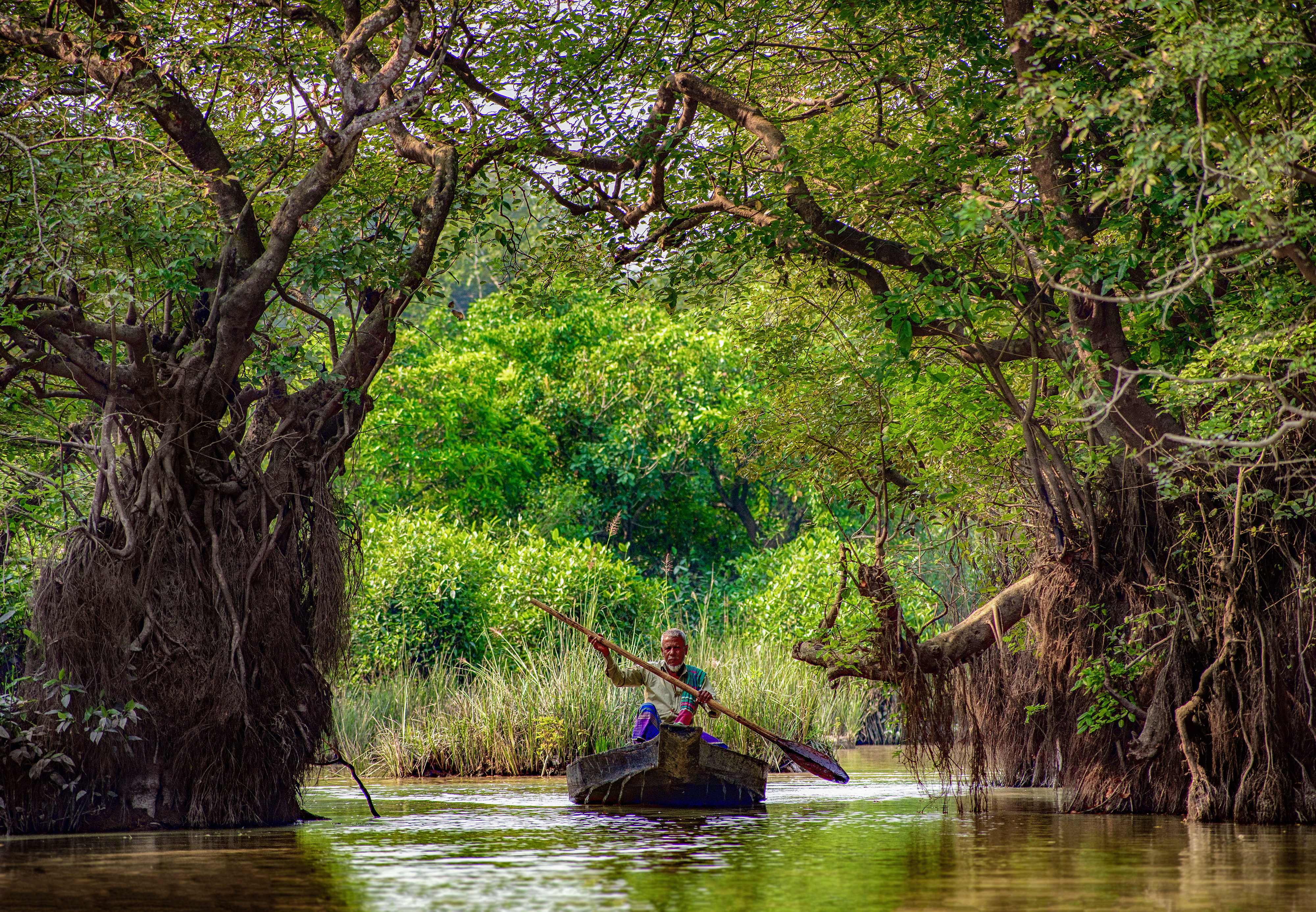
Човен, як засіб пересування.

Ліс розташований в регіоні з тропічним мусонним кліматом (класифікація за Кеппеном: Am), що межує з вологим субтропічним кліматом (Cwa) на височинах. Сезон дощів з квітня по жовтень жаркий і вологий з дуже сильними зливами та грозами майже щодня, тоді як короткий сухий сезон з листопада по лютий досить теплий і ясний. 
Тропічне повітря з північного заходу Сілхет викликає сильні опади. За даними метеорологічного центру Сілхет, середньорічна кількість опадів становить 4162 мм. У липні випадає найбільше опадів із середнім показником 1250 мм. Грудень є найпосушливішим місяцем з відносною вологістю 74 % порівняно з понад 90 % у липні та серпні. Ліс з'єднується з річкою Говейн через канал Ченгір Хал. Під час сезону дощів вода з Індії перетікає в озеро з річки Говейн, і ліс стає затопленим. Це триває протягом вологого сезону з травня до початку жовтня. У цю пору року середня найвища температура досягає 32 °C, а в січні, найхолоднішому місяці, середня температура становить близько 12 °C. Під час сезону дощів дерева на болоті занурюються у воду приблизно на 3 метри, а в окремих випадках до 6,1-9,1 м, але в посушливий період ліс звільняється від води.

## Різноманітність рослин

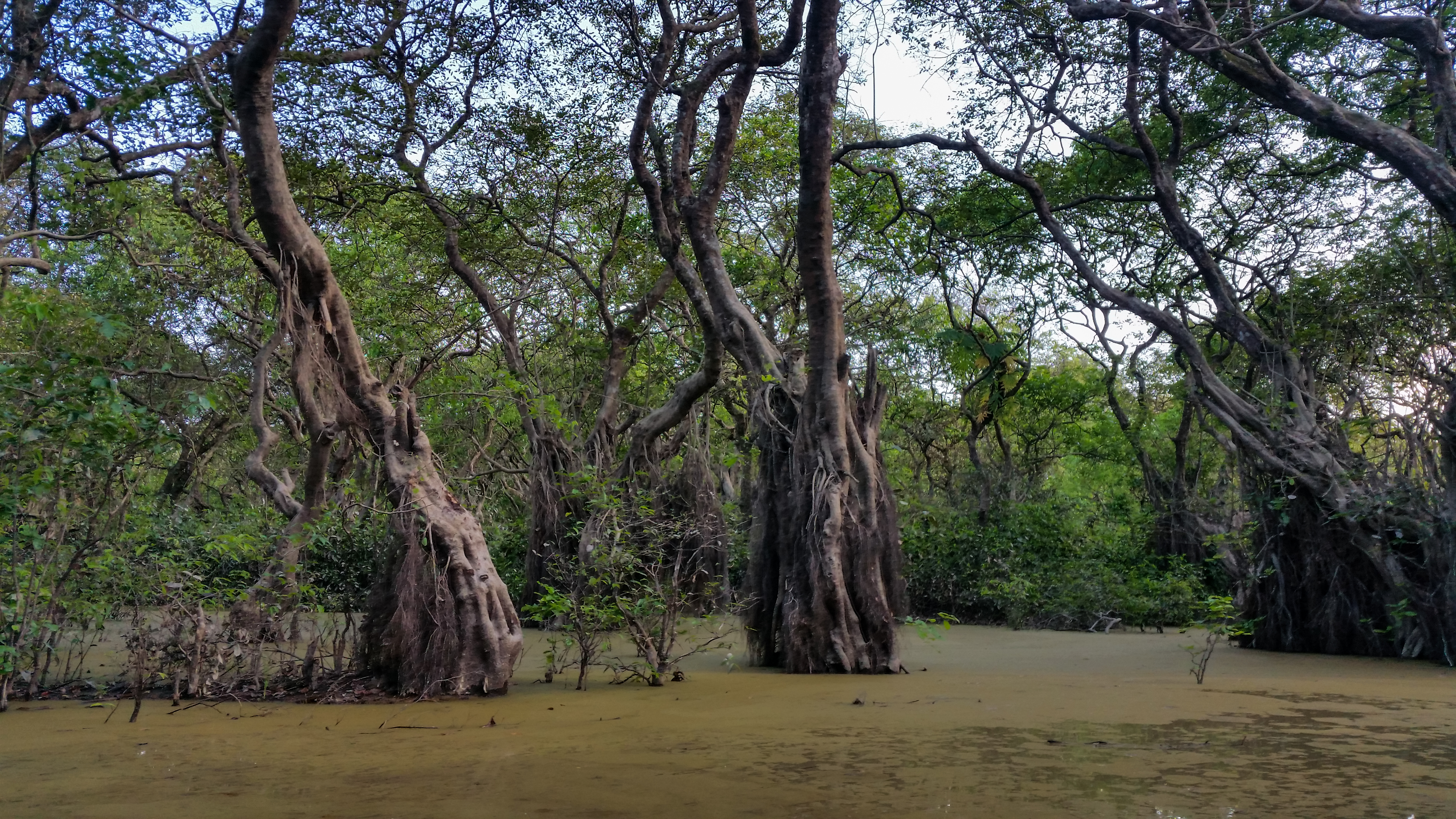
Болотний ліс Ратаргул

До цього часу в лісі можна зустріти близько 73 видів рослин. 80 відсотків лісової площі вкрито зонтичними деревами.
У болотистому лісі виділяються два яруси рослин. Верхній ярус складається з дерев, а нижній — з густоростучого виду квіткових рослин шуманніантусу дихотомусу (Schumannianthus dichotomus) роду Schumannianthus, родини марантових (Marantaceae). Полог лісу у висоту досягає 15 метрів.

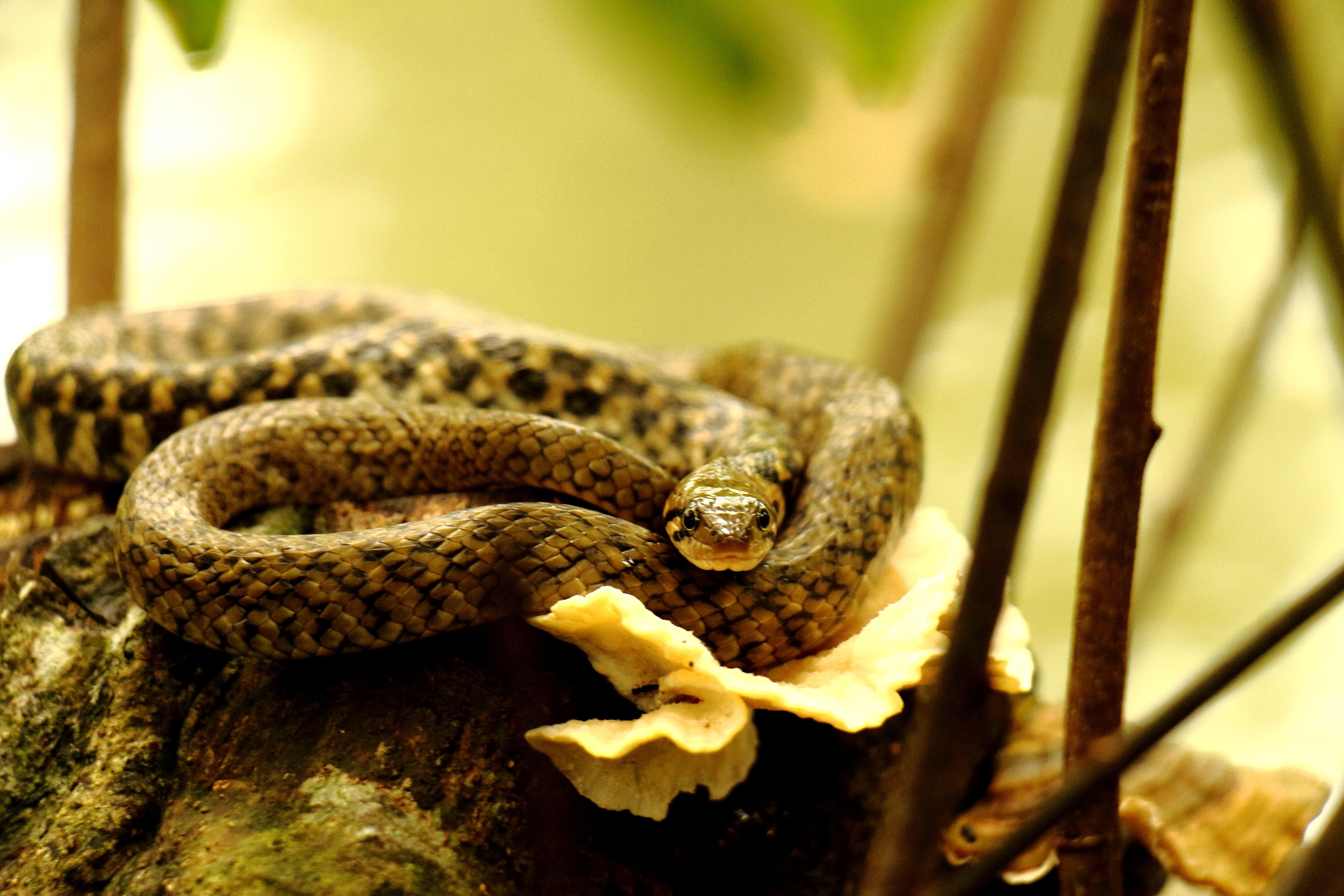
Змія в болотному лісі Ратагул

Незважаючи на те, що ліс є природним, Департамент лісового господарства Бангладеш висадив деякі водянисті рослини, такі як Calamus tenuis (родини пальмових (Arecaceae), Neolamarckia cadamba (родини марантових), Barringtonia acutangula. В лісі дуже поширені баньянові дерева (Ficus benghalensis). Крім того, можна побачити дальбергію реніформіс (Dalbergia reniformis), Crateva religiosa (родини каперцевих), гіґрофілу (Hygrophila), Alstonia scholaris.

## Різноманітність тварин
У цьому затопленому водою лісі часто можна побачити змій (Serpentes) і зокрема хробакоподібних змій сліпунів (Typhlops). В сухий сезон можна побачити мангуста (Herpestidae). Тут також живуть мавпи, та смугасті варани (Varanus salvator), чаплі, зокрема білі чаплі (Egretta), зимородки, папуги, горобцеподібні бюльбюлеві, лебеді, голуби, водоплавні птахи, орли та шуличні — це деякі з птахів болотного лісу. Карликові гуси та інші перелітні птахи та грифи відвідують ліс узимку.

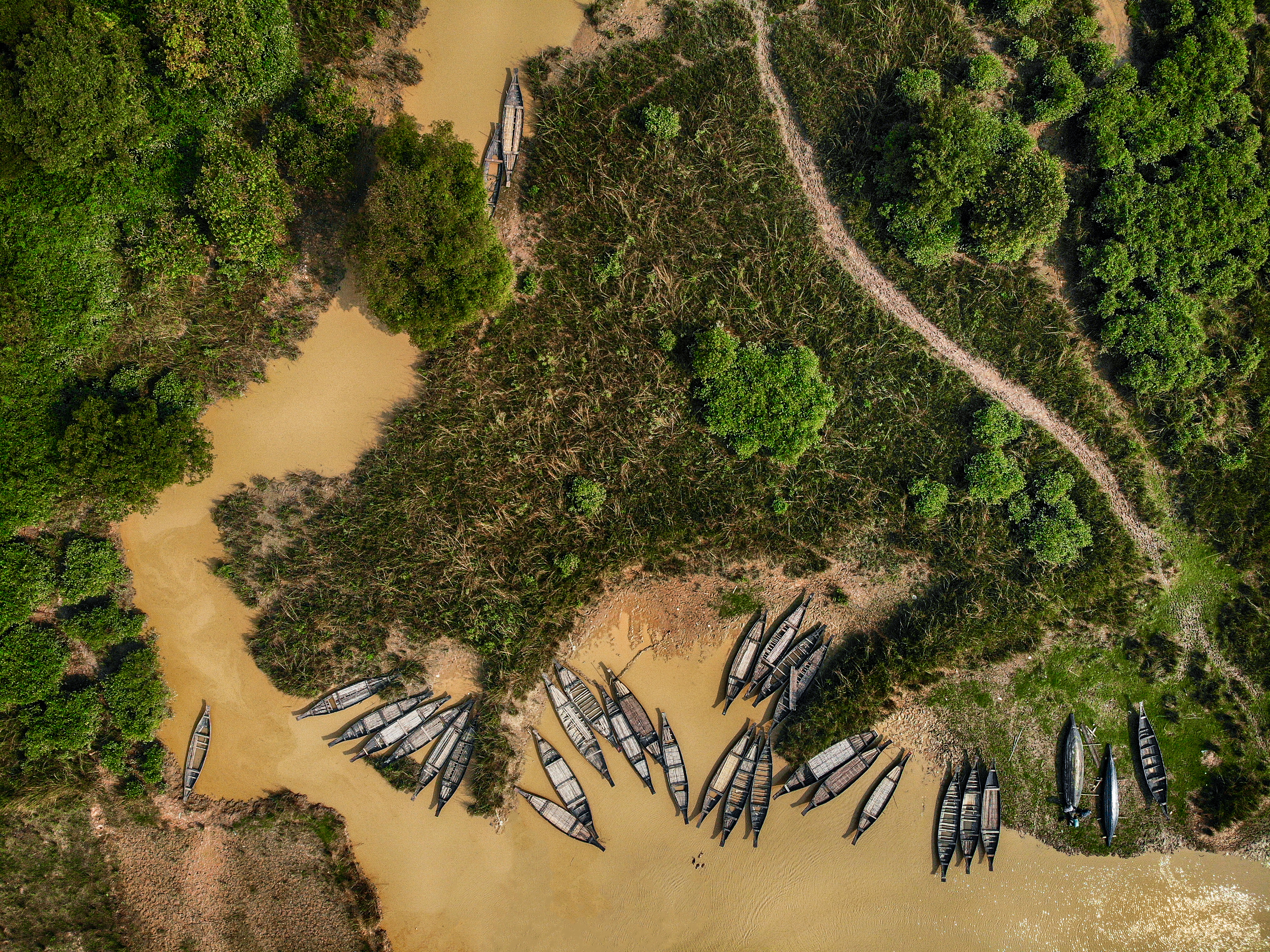
Туристи подорожують на човні в лісі.

Місцеві назви присутніх тут риб: Batasio та Rita (родини косаткових), Pabda, роху (Labeo rohita) тощо.

## Приваблення туристів
Туристи в основному їдуть подивитися на ліс під час мусонів. Для відвідування лісу потрібно отримати дозвіл лісництва. Для подорожі болотистим лісом потрібно найняти місцевий човен. У лісі є сторожова вежа. Якщо піднятися на неї, можна побачити неймовірний краєвид лісу.

## Галерея
|                                   |
| Діти в човні на річці Сарі Говейн |

|                                    |
| Бенг. রাতারগুল জলাবন (лагуна Ратаргул) |

|                                |
| Водяний буйвіл в лісі Ратаргул |

|                       |
| Болотний ліс Ратаргул |